# Meafu
Meafu is een bestuurslaag in het regentschap Nias Utara van de provincie Noord-Sumatra, Indonesië. Meafu telt 1326 inwoners (volkstelling 2010).